# Ted Drake
Edward Joseph Drake, mais conhecido como Ted Drake (Southampton, 16 de Agosto de 1912 – Raynes Park, 30 de maio de 1995), foi um futebolista e treinador inglês. 
Grande ídolo nos rivais londrinos Arsenal e Chelsea, se tornaria o primeiro na história a conquistar o campeonato inglês tanto como atleta (dois títulos durante sua passagem pelos Gunners) tanto como treinador (em sua passagem pelos Blues).

## Jogador

### Southampton
Nascido Southampton, Drake iniciou sua carreira nas categorias de base do inexpressivo Winchester City. Durante sua estadia no clube, teve uma oportunidade de assinar com o Tottenham Hotspur, mas acabou não conseguindo por conta de uma lesão. Pouco tempo depois, foi convidado para assinar com o Southampton pelo então novo treinador do clube, George Kay. Mesmo o convite tendo acontecido em junho de 1931, Drake assinaria seu primeiro contrato com o Southampton apenas em novembro do mesmo ano. Logo em seguida, fazia sua estreia em 14 de novembro, contra o Swansea Town.
Na temporada seguinte, mantendo-se como titular do time, Drake marcou vinte vezes em 33 partidas no campeonato. Sua impressionante temporada chamou a atenção de diversos clubes, tendo o então treinador do Arsenal, Herbert Chapman, oferecido uma proposta para Drake assinar com o time londrino. Porém, acabaria sendo rejeitada pelo mesmo, que prefiriu continuar em sua cidade natal. Iniciou a temporada seguinte marcando um hat-trick (três gols) contra o Bradford City e, nas quatro partidas seguintes, marcou um gol em cada.
Sua grande quantidade de gols continuava chamando a atenção dos principais clubes da Inglaterra. O Arsenal, que era o maior interessando em sua contração, mesmo estando agora sob o comando de George Allison, tentou novamente e conseguiu. O Southampton, que já havia recusado outras propostas, precisava do dinheiro para equilibrar suas finanças, então aceitou uma quantia de seis mil e quinhentas libras e Drake acabou se transferindo para o clube londrino. Ao todo, disputaria 71 partidas e marcaria 47 vezes.

### Arsenal
Sua estreia na nova equipe aconteceu ainda durante a temporada 1933-34, em 24 de março de 1934, contra o Wolverhampton Wanderers, que terminou com vitória da equipe londrina por 3 x 2. Para a infelicidade de Drake, acabou não chegando a tempo suficiente para disputar um número mínimo de partidas para receber a medalha de campeão inglês na edição do torneio vencida pelo Arsenal. Porém, na temporada seguinte, Drake marcaria impressionantes 42 tentos em 41 partidas, terminando como artilheiro do campeonato. Com mais dois tentos na Copa e Supercopa da Inglaterra, acumulando um total de 44, Drake ainda quebraria o recorde do clube de mais tentos numa única temporada, o qual, se mantém até hoje.
Já em sua terceira temporada, Drake quebraria outro recorde, desta vez o de maior número de gols numa única partida: 7. Assim como o outro recorde batido, este se mantém até os dias atuais. Os gols aconteceram numa partida disputada contra o Aston Villa, em 14 de dezembro de 1935, no estádio do próprio Villa. No final dessa temporada, conquistaria seu segundo título pelo Arsenal, sendo o primeiro como "oficial": a Copa da Inglaterra de 1936, tendo marcando o único tento na vitória sobre o Sheffield United. Sua participação na final esteve ameaçada, pois Drake havia se lesionado dias antes, sendo liberado poucas horas antes da partida.
Duas temporadas depois, conseguiria conquistar um bicampeonato inglês pelo Arsenal, recebendo nesta edição a medalha de campeão. Porém, Drake acabaria não tendo muitas chances mais para conquistar títulos pelo clube, pois no ano seguinte acabaria havendo a eclosão da Segunda Guerra Mundial, na qual, esteve presente através da Força Aérea Britânica. Permaneceria no clube até o ano do término da mesma, mas disputando apenas partidas não oficiais durante o período, que não são consideradas nos registros. Ao todo, foram 167 partidas pelo clube, marcando 124 tentos, que lhe renderiam o título de maior artilheiro da história do clube, mas sendo batido anos mais tarde, estando atualmente, na quinta posição.

### Seleção Inglesa
Durante sua passagem pelo Arsenal, também teve suas oportunidades na Seleção Inglesa, a qual defendeu em apenas cinco oportunidades (na época, havia poucas partidas entre as seleções, por isso, a grande maioria disputava em média essa quantidade), marcando seis tentos. Sua estreia aconteceu em 14 de novembro de 1934, na famosa partida contra a Itália, na qual ficou conhecida como Batalha de Highbury (Highbury refere-se ao antigo estádio do Arsenal, onde a violenta partida aconteceu) e terminou com vitória inglesa por 3 x 2, tendo Drake marcado o terceiro tento inglês, que acabaria sendo posteriormente o da vitória.

## Treinador
Na temporada seguinte a sua aposentadoria como atleta profissional, iniciou sua carreira como treinador. Sua primeira oportunidade aconteceu no inexpressivo Hendon, onde permaneceria apenas uma temporada. Essa temporada fora o suficiente para ser contratado pelo Reading, onde teria seu primeiro grande sucesso, quando em sua última temporada no clube, terminou com o vice-campeonato da terceira divisão regional, mas ficando sem o acesso, pois apenas o campeão era promovido. O ótimo desempenho de sua equipe foi observado por outros clubes, tendo recebeido - e aceitado - uma proposta para treinar o Chelsea.

### Chelsea
Sua chegada ao clube acabou sendo radical. Uma de suas primeiras ações foi a de remover a imagem de pensionista do clube e mudar o apelido pelo qual era conhecido. A partir disso, o clube passou a ser conhecido como Blues. Melhorou o regime de formação, introduzindo uma formação em prática rara na Inglaterra naquele momento, o programa de apoio à junventude cresceu e o clube deixou de contratar estrelas pouco confiáveis, para assim, confiar em jogadores vindos da categoria de base. Os primeiros anos de Drake foram de pouco sucesso, terminando em décimo nono, apenas um ponto acima da zona de rabaixamento em sua primeira temporada e na oitava posição em sua segunda temporada.
Em sua terceira temporada, parecia que as coisas continuariam na mesma, tendo iniciado o campeonato com quatro derrotas consecutivas. Porém, a partir de então, entrou numa onda de vitórias, perdendo apenas mais três partidas nas próximas 25. Tal sucesso acabaria rendendo ao clube o seu primeiro título inglês (e transformaria Drake no primeiro treinador a conquistar o título tanto como atleta quando como treinador), com uma rodada de antecedência, após vitória sobre o Sheffield Wednesday por 3 x 0 em St. George's Day. A chave para o sucesso foi devido a duas importantes vitórias contra o Wolverhampton Wanderers: a primeira em Molineux, uma dramática vitória por 4 x 3 e, a segunda no Stamford Bridge, por 1 x 0. O Wolverhampton acabaria terminando com o vice-campeonato, quatro pontos atrás do Chelsea.
O Chelsea foi incapaz de aproveitar o êxito de seu título, e terminou em uma decepcionante décima sexta posição na temporada seguinte. A equipe foi envelhecendo e teve de recorrer as categorias de base. Um dos principais "pontos brilhantes" nesse período, é o aparecimento do atacante Jimmy Greaves, uma das melhores revelações do Chelsea (marcou 124 gols em quatro temporadas). Juntamente com Greaves, uma série de outros jovens começaram a surgir, coloquialmente conhecido como o Drake's Duckings. Um dos pontos mais baixos para o clube neste período foi a eliminação na terceira rodada da Copa da Inglaterra para o Crewe Alexandra, que disputava a quarta divisão. Quando Greaves foi vendido ao Milan, em junho do mesmo ano, o clube decaiu notavelmente. Poucos depois, Drake sofreu uma dolorosa derrota para o Blackpool por 4 x 0. Acabaria sendo demitido no início do ano seguinte.